# فدراسیون بسکتبال قبرس
فدراسیون بسکتبال قبرس (انگلیسی: Cyprus Basketball Federation) نهاد اداره کننده ورزش بسکتبال در کشور قبرس است. این فدراسیون که در سال ۱۹۶۶ تاسیس شده مقر آن در شهر نیکوزیا قرار دارد.